# ليندن (ألبرتا)
ليندن (بالإنجليزية: Linden, Alberta)‏ هي قرية تقع في كندا في ألبرتا. يقدر عدد سكانها بـ 725 نسمة ومساحتها 2.56 كم2 و وترتفع عن سطح البحر 890 متر.